# Pidrika, Jovkva
Pidrika (în ucraineană Підріка) este un sat în comuna Boianeț din raionul Jovkva, regiunea Liov, Ucraina.

## Demografie
Componența lingvistică a localității Pidrika
     Ucraineană (100%)
Conform recensământului din 2001, toată populația localității Pidrika era vorbitoare de ucraineană (100%).